# Фоминское (городской округ Мытищи)
Фоминское — деревня в городском округе Мытищи Московской области России.

## Население
| 1852 | 1859 | 1890 | 1899 | 1926 | 2002 | 2010 |
| ---- | ---- | ---- | ---- | ---- | ---- | ---- |
| 153  | ↘109 | ↗111 | ↗119 | ↗167 | ↘4   | ↗25  |

## География
Расположена на севере Московской области, в северной части Мытищинского района, примерно в 23 км к северу от центра города Мытищи и 21 км от Московской кольцевой автодороги, недалеко от канала имени Москвы и входящих в его систему Икшинского и Пестовского водохранилищ.
В деревне 6 улиц — Боярская, Дружная, Историческая, Крестьянская, Нижняя и Фомина, приписано 3 садоводческих товарищества. Ближайшие населённые пункты — деревни Драчёво, Румянцево и посёлок Менжинец.

## История
До 1585 года сельцо Фоминское принадлежало Марье Семёновне Упиной, затем Деменше Ивановичу Черемисинову. В 1623 году — князю Ивану Ивановичу Одоевскому, а после его смерти — вдове, княгине Марье Ивановне.
В 1649 году отдано во владение князю Михаилу Никитичу Одоевскому и спустя 20 лет его сыном князем Юрием Михайловичем продано Семёну Ивановичу Заборовскому, от которого перешло племяннику — Мокею Ефимьевичу Маслову.
При этом владельце в 1682 году сельце была построена деревянная церковь во имя Святой мученицы Параскевы Пятницы.
В 1699 году село принадлежало детям Мокея Маслова — Ивану, Алексею, Степану и Григорию, а с 1727 года — Якову Андреевичу Маслову и его детям.
В 1816 году Параскеевская церковь сгорела, на её месте в конце 1810-х гг. была построена не сохранившаяся до наших дней кирпичная часовня, приписанная к храму в селе Марфино.
В середине XIX века сельцо Фоминское относилось к 6-му стану Московского уезда Московской губернии и принадлежало надворному советнику Екатерине Ивановне Кудрявцовой, в сельце было 18 дворов, господский дом, крестьян 80 душ мужского пола и 73 души женского.
В «Списке населённых мест» 1862 года — владельческое сельцо Московского уезда по левую сторону Ольшанского тракта (между Ярославским шоссе и Дмитровским трактом), в 35 верстах от губернского города и 20 верстах от становой квартиры, при прудах, с 31 двором и 109 жителями (50 мужчин, 59 женщин).
По данным на 1899 год — сельцо Марфинской волости Московского уезда с 119 жителями.
В 1913 году — 21 двор.
По материалам Всесоюзной переписи населения 1926 года — деревня Драчёвского сельсовета Трудовой волости Московского уезда в 4 км от Дмитровского шоссе и 7,5 км от станции Катуар Савёловской железной дороги, проживало 167 жителей (84 мужчины, 83 женщины), насчитывалось 28 крестьянских хозяйств.
С 1929 года — населённый пункт в составе Коммунистического района Московского округа Московской области. Постановлением ЦИК и СНК от 23 июля 1930 года округа как административно-территориальные единицы были ликвидированы.
1994—2006 гг. — деревня Сухаревского сельского округа Мытищинского района.
2006—2015 гг. — деревня сельского поселения Федоскинское Мытищинского района.